# Poste de radio Internet

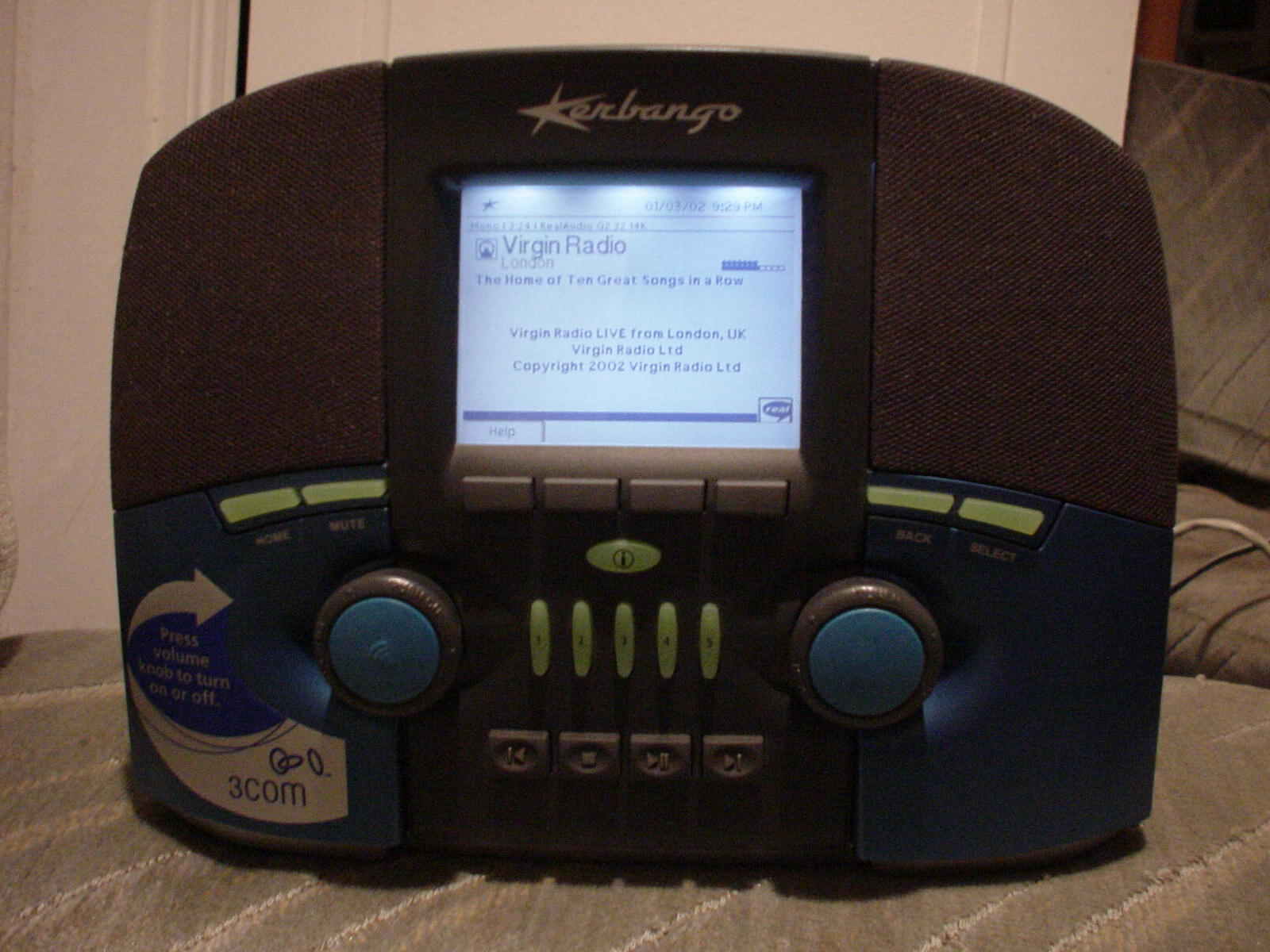
La Radio Internet Kerbango fut la première à pouvoir fonctionner sans lien avec un ordinateur.

Une radio Internet, ou i-radio est un poste (un équipement matériel) qui se connecte à Internet, généralement à travers le point d'accès sans fil, ou parfois par câble Ethernet comme un ordinateur individuel, et permet d’écouter sans l'aide d'un autre équipement informatique :
- en streaming, des stations radio qui émettent sur Internet. En 2000, environ 13 000 stations étaient accessible sur Internet, y compris de nombreuses stations traditionnelles FM/AM « simulcastant » leurs émissions (c'est-à-dire émettant en parallèle sur FM/AM et via Internet).
- en podcast, c'est-à-dire en diffusion différée, des émissions et programmes divers, le plus souvent parlés.

Utilisé en network music player, le poste de radio internet peut aussi tirer profit de sa connexion au réseau local pour permettre la lecture de tout fichier audio (musique ou autre) se trouvant sur le réseau (ordinateur ou NAS). L’ordinateur qui stocke ainsi des fichiers audio est utilisé en mode serveur de fichiers, le logiciel utilisé à cet usage étant souvent compatible avec le standard Digital Living Network Alliance (DLNA).

## Histoire
Les lecteurs de musique numériques, le webcasting et les radios internet ont été rendus possibles par les techniques de compression audio. Les formats de compression numérique les plus utilisés en diffusion directe aujourd’hui sont MP3 et AAC. Les réseaux de distribution utilisent une grande variété de protocoles, les plus communs étant HTTP, SHOUTcast, WMS, RTSP.

## Liste des stations radio et des podcasts accessibles par les postes de radio internet
Afin d'afficher à l'utilisateur une liste de radios, le poste de radio dépend d'un serveur sur internet (ce peut être celui de son fabricant), qui lui fournit une liste de plusieurs milliers de stations référencées à travers le monde. Après que l'utilisateur ait sélectionné une station sur l'écran, le poste de radio s'y connecte.
Le choix d'inclure ou non les stations jugées plus confidentielles dépend du serveur auquel la radio se connecte. Certains fabricants font l'effort d'établir et surtout de tenir à jour leurs propres listes de stations et de podcasts disponibles sur Internet, mais la plupart préfèrent avoir recours à des sociétés spécialisées dans la constitution de tels annuaires, qui maintiennent des listes des webradios actives (avec leur adresse et le format dans lequel elles diffusent), et les classent en catégories par genre, pays, langue, etc.
Contrairement à un poste de radio traditionnel FM, qui capte indifféremment toutes les émissions à proximité, une radio Internet ne permet donc d'écouter que les webradios figurant dans sa liste. Cependant, les radio Internet permettent généralement d'ajouter manuellement l'adresse (URI) d'une station, si elle est absente de l'annuaire.
La plupart des compagnies qui vendent des postes de radio Internet s'étaient regroupées dans l'Internet Media Device Alliance (IMDA), promouvant une standardisation dédiée aux radio Internet, allant au-delà de ceux de la DLNA. L'IMDA a cessé son activité en 2013.

## Avantages et limites des postes de radio internet
Avantages :
- Écoute possible des stations radio, quelle que soit leur localisation dans le monde.
- Absence de bruits parasites.
- Simplicité d'emploi et services complémentaires (raccourci pour accéder aux radios favorites, manipulation par télécommande, réveil, arrêt à une heure donnée, etc.)

Limites :
- La liste des webradios disponibles et leur classement dépend du fabricant et des accords qu'il passe avec les diffuseurs de flux. Le nombre de radios est inférieur à ce qui est réellement disponible sur le Web ; parfois les radios proposées n'existent plus (leur liste est mise à jour avec retard). Les listes de radios anglo-saxonnes sont plus étoffées que celle de langues françaises.
- Un poste de radio internet supporte un nombre limité de types de formats d'encodage (souvent le MP3 ou le WMA, pas forcément l'Ogg) ; l'extension à de nouveaux types de flux peut être difficile, voire impossible.

## Online music services
Les services d’Online music proposent des millions de chansons. Certains Network music players permettent l’accès aux online music services. Des exemples de ces online music services sont : Napster, Rhapsody, Last.fm, Pandora, RadioTime, Live365, Slacker, Sirius Satellite Radio, Radio IO, MP3tunes...

## Categories de machines
Il y a deux types de radios internet / network music player:
- Celles sans haut-parleur, qu’il faut connecter à un système audio :

Des exemples disponibles dans le commerce sont les Philips Streamium NP1100 et NP2500, le Logitech Squeezebox et le Roku SoundBridge (M500, M1000, M2000 and M1001).
- Celles avec haut-parleur:

Exemples: Liveradio d'Orange, Terratec Noxon family, Streamit Lukas, Philips Streamium NP2900 the Logitech Squeezebox Boom and the Roku SoundBridge Radio (R1000). 
Notons que de nombreux appareils tels qu’AVRs, et des tuners Hi-fi de Denon, Pioneer et Onkyo incluent la fonctionnalité de poste de radio Internet.

## Description technique d’un poste de radio internet (Hardware)

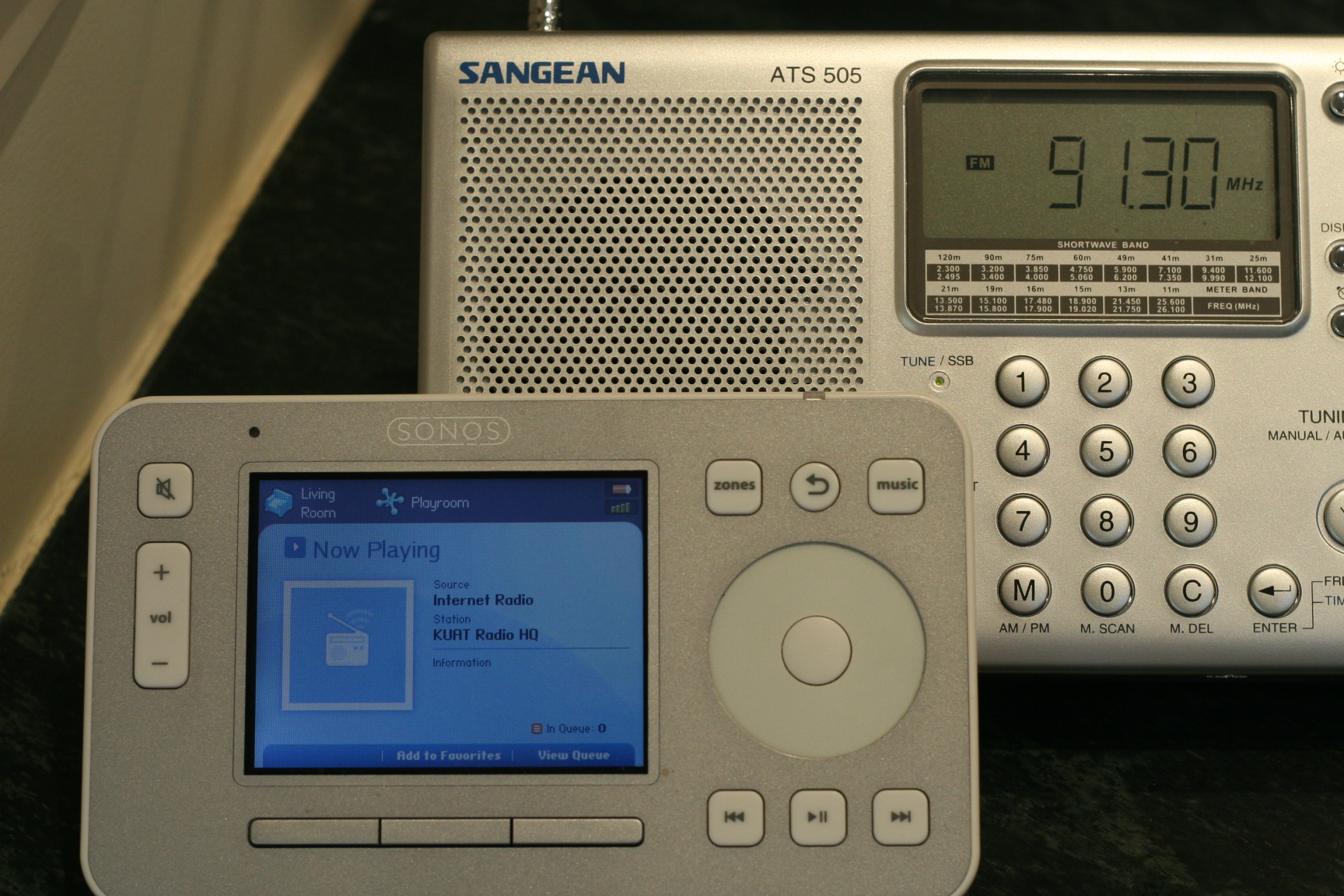
Un contrôleur Sonos (en bas à gauche) diffusant une webradio

Le poste de radio internet se compose de :
- Une connexion Broadband: une interface Ethernet ou Wi-Fi, supportant TCP/IP pour l’accès à Internet
- Un petit affichage LCD, affichant le menu des options possibles ou des radios/podcasts disponibles, ou affichant le nom de la radio (ou du fichier) en cours d’écoute
- Un amplificateur et haut-parleur(s); éventuellement un port « AUX-out », pour le brancher sur une chaine Hifi ou autre.

Et pour certains modèles de poste, en outre :
- Un port USB, pour connecter un player MP3 externe tel que iPod ou un disque dur externe pour des fichiers MP3
- une télécommande (remote control)
- Une batterie rechargeable intégrée, pour la mobilité
- Les liens vers les stations et les podcasts favoris peuvent être sauvés en presets.
- Memory card reader: SD ou carte SDHC.